# Polyprion americanus
El mero de roca, cherna, cherne, chernia o romerete (Polyprion americanus) es un pez marino de la familia Polyprionidae.
Hasta hace poco, se clasificaba en la familia de los serránidos, como los meros o chernas propiamente dichos (Epinephelinae).

## Morfología
El mero de roca es muy parecido a la garopa. La longitud normal alcanza los 80 cm. La máxima registrada en pesca deportiva es de unos 210 cm. El peso máximo, de unos 100 kg.
El cuerpo es robusto y algo comprimido.
La cabeza está muy desarrollada. El perfil superior es algo cóncavo, y tiene canales, y espinas y asperezas que se hacen romas con el tiempo. Tiene una gibosidad detrás de cada ojo.
La boca es grande y ligeramente protráctil, es decir: que puede proyectarse adelante. La mandíbula es prominente; el maxilar, amplio. Los dientes, dispuestos en hileras sobre la mandíbula, son pequeños; los de la hilera anterior son caniniformes.
El opérculo presenta una cresta ósea horizontal; tiene también este pez un preopérculo dentado.
Las escamas son de tamaño reducido y muy rugosas (ctenoides).
La línea lateral es simple y de 90 a 114 escamas. Se ve con claridad.
La coloración de los ejemplares juveniles es de un gris o un marrón violáceos, con manchas o marmorados blanquecinos, algo difusos. La de los adultos es marrón grisácea con reflejos vinosos, y las aletas están orladas de blanco.
La aleta dorsal tiene una parte espinosa en el lomo y otra de radios blandos en la región lumbar. Las primeras y las últimas espinas son mucho más cortas que los primeros radios blandos.
Las aletas ventrales están muy cerca de las pectorales.
La aleta anal es corta.
La aleta caudal es redondeada y de constitución similar a la parte blanda de la dorsal. 
Las cantidades de espinas y de radios blandos de las aletas son:
- Espinas dorsales: de 10 a 12.

- Radios blandos dorsales: de 11 a 13.

- Espinas anales: 3.

- Radios blandos anales: de 8 a 10.

## Biología y ecología
Esta especie presenta hermafroditismo secuencial: al principio de su vida adulta, es hembra; después, macho.
Es ovípara, y lleva a cabo la freza a finales de la primavera y en verano. No cuida de los huevos ni de las crías. 
Los ejemplares juveniles son de comportamiento gregario y epipelágico hasta que alcanzan unos 50 o 60 cm, y se agrupan en cardúmenes cerca de objetos flotantes, como los caídos o tirados al mar o arrebatados por éste, las algas y los restos de naufragios, y con ellos se desplazan y tras ellos y bajo ellos se resguardan. En el Mediterráneo, los juveniles son epipelágicos desde junio hasta agosto.
En el Brasil, los subadultos se hallan a profundidades de 60 a 250 m. En las mismas aguas, los adultos se hallan desde los 150 hasta los 500. 
Los adultos llevan vida solitaria la mayor parte del tiempo.
El animal adulto es un pez batidemersal, es decir: es demersal y habita hasta por debajo de los 200 m. Se puede hallar en la columna de agua, en fondos arenosos y en fondos rocosos. Habita en cuevas, en aberturas, en paredes verticales, en bloques de rocas, en el interior de esponjas y en el de caparazones de equinodermos, y en tubos vacíos de poliquetos. También habita en pecios, por los que es conocida su afición. Se halla preferentemente sobre bloques rocosos desde los 100 hasta los 250 m.
Ha sido pescado a unos 1000 m.
Es un pez oceanódromo. Es frecuente hallar anzuelos europeos en ejemplares capturados en aguas de los Estados Unidos, lo que parece indicar grandes migraciones de esta especie.
Los ejemplares juveniles se alimentan de teleósteos, en particular del género Trachurus (Carangidae), y de otros organismos.
Los adultos se alimentan sobre todo de otros peces bentónicos, de peces mesopelágicos, de cefalópodos pelágicos de gran tamaño, de invertebrados bentónicos y de crustáceos.
Se han citado en Brasil estas especies concretas como presas del mero de roca:
- Zoobentos: 
  - el cangrejo Chaceon notialis (Brachyura: Geryonidae)
- Necton: 
  - el calamar argentino (Illex argentinus)
  - el rubio Helicolenus lahillei (Sebastidae)
  - la merluza argentina (Merluccius hubbsi)
  - la locha Urophycis mystacea (Phycidae)

La edad máxima determinada en Brasil mediante el análisis de los otolitos era de 81 años entre los machos y de 64 entre las hembras; en cambio, entre 500 ejemplares de la Cuenca Blake, la edad máxima determinada era de 39.

## Distribución
El área de distribución de Polyprion americanus comprende las siguientes zonas:
- Sureste del Pacífico: Sur de Chile.[6]

- Atlántico occidental: Desde Argentina hasta Terranova. Con seguridad, en Argentina, en Uruguay, en Brasil, en los Estados Unidos desde Carolina del Sur hasta el Golfo de Maine, en el Canadá y en Terranova.[1] Se halla también en las Bermudas y en el Mar de los Sargazos[6][1]

- Atlántico oriental: Desde la parte meridional de Noruega hasta Sudáfrica. Se halla en Islandia y en las islas británicas. Parece ausente en el Báltico.[6] Sí se halla en la Macaronesia (en las Azores, en Madeira, en las Islas Canarias y en Cabo Verde) y en Tristán de Acuña.[1] Se extiende por todo el Mediterráneo, salvo por el norte del Adriático y, tal vez, por el Mar Negro. Ya no es común ni en el Mediterráneo ni más al norte del Golfo de Vizcaya.[5]

- Occidente del Índico: Costa meridional africana hasta el Canal de Mozambique.[6]

- Norte del Índico: Citado en China Continental. Al ser una zona ajena al área de distribución y alejada de ella, se requiere comprobar su presencia.[11]

- Centro del Índico: Islas de Ámsterdam y San Pablo.[2][1]

- Oriente del Índico y occidente del Pacífico: Occidente de Indonesia, Nueva Guinea, Islas Salomón, Vanuatu, Fiyi, Nueva Caledonia, Nueva Zelanda, Tasmania y Australia.[6]

Es un pez mucho menos común en aguas tropicales que en las frías y en las templadas, y, en general, es poco común en las americanas.
Los estudios de ADN mitocondrial indican que tal vez la población del norte del Atlántico esté aislada de la del mismo océano en el Hemisferio Sur. Otra población aislada de ellas podría ser la del Mar de los Sargazos. Otros estudios genéticos en los que se han empleado microsatélites indican diferencias entre la población brasileña y la del sur del Pacífico.

## Pesca
El mero de roca es apreciado por su carne; pero, en principio, en el ámbito industrial era más un producto secundario de la pesca deportiva.
No obstante, en Nueva Zelanda, si bien los maoríes y los colonos europeos del siglo XIX los pescaban con moderación, se da la pesca comercial del mero de roca y del hāpuku (Polyprion oxygeneios) al menos desde los años 30, década en la que ya estaba bien desarrollada esa industria.
En otros países, en general, la industria pesquera orientada al mero de roca se da desde los años 70. Un comienzo tan tardío parece deberse a la necesidad del empleo de técnicas avanzadas para conseguir la captura de animales que viven en aguas profundas. En el Brasil, se da desde 1973.
En las Bermudas, la industria tuvo un desarrollo importante desde 1979 hasta 1982.
Se emprendió la pesca comercial en los Estados Unidos al encontrarse en 1987 en las aguas de Carolina del Sur poblaciones suficientemente grandes como para soportarla.
En Europa, en las últimas décadas sólo ha habido grandes cantidades de captura en España y en Portugal.
En Madeira, el año de mayores capturas fue 1994.
En Angola, el número de capturas tuvo una subida rápida en 1995.
En Australia, se obtienen relativamente pocos ejemplares de P. americanus y de P. oxygeneios entre los de rufo antártico (Hyperoglyphe antarctica), especie a cuya captura está orientada la parte de la pesca comercial digna de consideración en cuanto al mero de roca.
También se lleva a cabo pesca comercial en Irlanda, el Reino Unido, las Islas del Canal, Francia, Malta, Albania y Grecia.
Según comunicación personal de P. Fanning citada en el sitio de la Lista Roja de la UICN, en el Canadá no se lleva a cabo pesca comercial de esta especie.
En la pesca comercial, los adultos se cogen con palangres, o, tratándose de faenas de barcos arrastreros, con redes de arrastre en el talud. Los jóvenes que acompañan a objetos flotantes se cogen con la lampuguera, arte mixto de nasas y red de cerco que se emplea para pescar la lampuga.
El mero de roca se comercializa fresco y congelado. 

## Amenazas y conservación
La única amenaza conocida para la conservación de la especie es la sobrepesca.
Debido a que la distribución de este pez, si bien es amplia, es discontinua, es posible que haya poblaciones sin explotar, y hasta algunas sin descubrir, de manera que es difícil determinar el estado de su conservación y pronosticar su futuro con un grado razonable de precisión. Pero es fácil que la población mundial de mero de roca se halle en declive, ya que es una especie cuya reproducción es lenta, lo que la hace vulnerable a la sobreexplotación; además, algunas poblaciones muestran signos de sobreexplotación, y otras están siendo sometidas a un gran aumento del aprovechamiento pesquero. El mayor descenso documentado corresponde a las Islas Bermudas.
Por añadidura, al ser epipelágicos los juveniles y no migrar a la región demersal hasta que alcanzan 50 o 60 cm, pueden pasar varios años hasta que se refleje la presión pesquera en el tamaño de las capturas.
Allí donde se han orientado actividades comerciales a la pesca del mero de roca de manera específica, las capturas han alcanzado un pico y luego han descendido rápidamente: son los casos de Brasil, las Bermudas y Portugal. En otros casos, como son el de Angola y el de España, el rápido aumento de capturas en los años 90 indica un esfuerzo en la mejora de las técnicas, pero aún es pronto para saber si esa pesca es sostenible.
La talla mínima de captura en el Mediterráneo es de 45 cm. No está fijada para el Canal de La Mancha, para el Mar del Norte ni para alta mar en el Océano Atlántico.
Aparte del tamaño mínimo establecido para los ejemplares que se pesquen en el Mediterráneo, las únicas acciones de conservación se han llevado a cabo en los Estados Unidos y en Nueva Zelanda mediante ciertas restricciones:
- En Estados Unidos, donde no se da la pesca deportiva del mero de roca, hay una veda desde el 15 de enero hasta el 15 de abril, y está prohibido emplear palangre. Para llevar a cabo la pesca del mero de roca, hay que tener una licencia especial. Como hace en el caso de otros pescados, la administración establece un total de peso que puede capturarse como máximo cada año y lo reparte en cuotas individuales asignadas a quienes tengan el permiso, cuotas que son transferibles entre ellos. El máximo total es de 907 Tm.[1]

- En Nueva Zelanda, el máximo total para la pesca comercial del mero de roca y el hāpuku es de 2.181 Tm, sumadas las capturas de una especie y las de la otra. Para la pesca deportiva y recreativa, mucho menos importante, también hay un cuerpo de restricciones, algo más complejo.[1]